# Deutsche Verbundgesellschaft
Die DVG Deutsche Verbundgesellschaft e.V. (DVG) war ein Verband von neun großen Elektrizitätsversorgungsunternehmen in Deutschland. Die DVG bestand von 1948 bis 2001 mit Sitz in Heidelberg. Mit der Auflösung des späteren Dachverbandes VDEW ging die DVG im Verband der Netzbetreiber (VDN) auf.

## Geschichte
Gegründet wurde die Vorläufergesellschaft Aktiengesellschaft für deutsche Elektrizitätswirtschaft (AdE) am 16. Mai 1928. Die Geheimaktion war gegen das RWE gerichtet, denn die Gründungsmitglieder waren nur die Staatsbetriebe EWAG, PREAG, und das Bayernwerk, die sich als Aufgabe gesetzt hatten, eine weitere 220-kV-Leitung neben der Nord-Süd-Leitung des RWE zu bauen. Im Februar 1929 gründete RWE die Konkurrenzorganisation die Westdeutsche Elektrizitätswirtschafts AG, mit dem Badenwerk, VEW, Kommunales Elektrizitätswerk „Mark“ AG und den RWE-Konzerneigenen Werken BIAG, Main-Kraftwerke AG (MKW), HEAG und der Elektrizitätswerk Rheinhessen AG. Dadurch wurde im Mai 1929 die Aufnahme der größeren Unternehmen in die AdE durchgesetzt. Durch diesen sog. zweiten deutschen Elektrofrieden wurden die Demarkationslinien des ersten Elektrofriedens von 1927 bestätigt und so die Konstellationen geschaffen, die den Aufbau des Versorgungssystems in seinen wesentlichen Strukturen bis ins 21. Jahrhundert bestimmen sollten. Die Mitglieder im AdE waren dann im Westteil mit denen des neugegründeten Vereins identisch. Der Verein wurde 1948 auf Initiative der RWE von den sieben größten westdeutschen Energie- bzw. Elektrizitätsversorgungsunternehmen (EVU) gegründet. Zu den Gründungsmitgliedern gehörten folgende Stromversorger: Badenwerk AG, Bayernwerk AG, Energie-Versorgung Schwaben AG (EVS), Hamburgische Electricitäts-Werke AG (HEW), Preußische Elektrizitäts AG (Preußenelektra), RWE und VEW. Im Jahr 1949 wurden zudem noch die Berliner Kraft- und Licht-AG (BEWAG) und die EWAG aufgenommen; fortan bestand die DVG aus den neun größten (west)deutschen Energieversorgungsunternehmen.
Der Verein wurde in der Rechtsform eines eingetragenen Vereins geführt. Er sollte Planung und Betrieb der jeweiligen Hochspannungsnetze für Elektrizität koordinieren, ein bereits in den 1930er-Jahren vom RWE vorgeschlagenes 400/380-kV-Netz (bislang 220 kV) errichten und damit für ganz Westdeutschland ein leistungsfähiges Verbundnetz aufbauen.
Die wesentliche Tätigkeit der DVG lag dann auch in der Beratung über den Betrieb eines Höchstspannungsnetzes sowie über den nationalen und schließlich auch internationalen Verbundbetrieb der Stromversorgung, also die Zusammenarbeit zwischen den einzelnen Übertragungsnetzbetreibern. Zu den weiteren Tätigkeiten gehörten unter anderem Festlegungen zur Regelung des Stromnetzes und zu darauf abgestimmten Betriebsweisen der Elektrizitätswerke. Außerdem betrieb der Verein Forschung auf diesen Gebieten und legte Normen für Bau und Betrieb von Hochspannungsleitungen fest. So stellte der Verein zum Beispiel im November 2000 den Gridcode 2000 vor, mit dem die technischen Netzzugangsbedingungen für das Stromverbundnetz aktualisiert und an die neue Strom-Verbändevereinbarung (VV II) angepasst wurden.
Bis zum Jahresende 2001 wurde die Verbundebene der deutschen Elektrizitätswirtschaft durch die DVG vertreten, während die der Regionalversorger durch die Arbeitsgemeinschaft Regionaler Energieversorger (ARE) und die der kommunalen Unternehmen durch den Verband kommunaler Unternehmen (VKU) vertreten wurden. Als zentraler Dachverband aller drei Organisationsstufen fungierte ab 1950 die Vereinigung deutscher Elektrizitätswerke (VDEW).
Der Verein war im nationalen und später auch im internationalen Rahmen tätig und arbeitete unter anderem zusammen mit der Union for the Co-ordination of Transmission of Electricity (UCPTE), der Union Internationale des Producteurs et Distributeurs d’Energie Electrique (UNIPEDE) und dem Elektrizitätskomitee bei der Economic Commission for Europe der Vereinten Nationen (UN/ECE).
Der Verein stellte zum Ende des Jahres 2001 seine Aktivitäten ein und ging im Verband der Netzbetreiber auf. Als Erster Vorsitzender der Deutschen Verbundgesellschaft amtierte zuletzt, von 1995 bis zur Auflösung, der deutsche Elektroingenieur und Energiemanager Ernst Hagenmeyer.
Das Aktengut des Vereins, das den Zeitraum von 1948 bis 2002 umfasst und einen Umfang von rund 2900 Einzelakten hat, wird im Historischen Konzernarchiv der RWE AG archiviert.

## Positionen und Kritik
Innerhalb der VDEW verfügte die DVG über eine „besondere Machtposition“, da ihre Mitgliedsunternehmen für den Großteil der nationalen Elektrizitätsversorgung verantwortlich waren. So wurde die DVG bereits in den 1970er-Jahren als „Kartell der großen EVU“ beschrieben, „das beim Angebot von elektrischer Energie marktbeherrschend ist“.
Die Branchen- und Marktstrukturen der westdeutschen Elektrizitätswirtschaft entwickelten sich bis in die 1990er-Jahre dahingehend, dass die in der DVG zusammengeschlossenen Verbundunternehmen weiter als Oligopol den Elektrizitätsmarkt in Westdeutschland beherrschten. Auf der obersten Marktstufe agierten die neun Verbundgesellschaften, die Großkraftwerke und das integrierte Hochspannungsnetz (220/380 kV) betrieben (DVG 1991). Die Markttransaktionen der DVG-Mitglieder wurden vom „Ausschluss des direkten Wettbewerbs“ bestimmt.
Nach Inkrafttreten der 4. Kartellrechtsnovelle 1980 stellte sich für viele Gemeinden in Deutschland die Frage, ob die Energieversorgung in eigene Regie übernommen oder an ein „fremdes“ Unternehmen übertragen werden sollte. Ausgehend von einer juristischen Diskussion um die Auslegung des Art. 28 Abs. 2 GG in Bezug auf die Energieversorgung kam es in den 1980er-Jahren zu einer heftig geführten Kommunalisierungsdebatte, bei der die DVG gegen die Position der Kommunen Front machte und Stellung bezog gegen eine „strategische Kommunalisierung“. Gemeinsam mit der Arbeitsgemeinschaft regionaler Energieversorgungsunternehmen (ARE) kritisierte die DVG vor allem die gemeindlichen Wegerechte, die den „wesentlichen Hebel zur Schaffung kommunaler Versorgungsstrukturen darstellen“, als „grob wettbewerbsverzerrenden Faktor“.
Bei der 1998 erfolgten Novellierung des Energiewirtschaftsgesetzes, das in Umsetzung der EG-Richtlinie zum Energiebinnenmarkt vor allem der Liberalisierung des Elektrizitätsmarkts dienen sollte, entschied Deutschland sich im Gegensatz zu allen anderen Mitgliedstaaten der Europäischen Union für das „Modell des verhandelten Netzzugangs“. Frei von einer staatlichen Aufsicht sollten sich die Netzbetreiber- und Erzeugerverbände auf Regelungen zur neu geschaffenen „Durchleitungsmöglichkeit“ und vor allem die Höhe der Nutzungsgebühr einigen. Nach der ersten Strom-Verbändevereinbarung (VV I) von 1998 wurde die „Durchleitung“ als Problem erkannt und ein erweiterter Kreis von Akteuren, zu dem auch die DVG gehörte, einigte sich Ende 1999 in der zweiten Verbändevereinbarung (VV II) auf eine wesentliche Vereinfachung des „Durchleitungsverfahrens“. Trotz der erheblichen Verbesserung durch die VV II gab es in der Folge „zahlreiche Fälle von Wechselbe- und -verhinderungen seitens der etablierten Versorger“ und es kam zu erheblicher Kritik von Öffentlichkeit, Politik und Verbraucher- und Umweltschutzverbänden an den Akteuren und deren „wettbewerbsfeindlichen Praktiken“.
Der Verein galt als „besonders relevant[er]“ Absatzmittler zur „Förderung des Handelsvolumens“ im Strombereich, da er häufig Fachbeiträge zu Veränderungen hinsichtlich der Netznutzungsverfahren publizierte und als einzige Institution in Deutschland zentral über Daten zum physischen Stromhandelsvolumen verfügte.

## Publikationen (Auswahl)
- DVG (Hrsg.): Der Verbundbetrieb in der deutschen Stromversorgung. Deutsche Verbundgesellschaft, Heidelberg 1953.
- DVG (Hrsg.): Die Planung des 380 kV-Netzes in der deutschen Verbundgesellschaft. Deutsche Verbundgesellschaft, Heidelberg 1957.
- DVG (Hrsg.): Entwicklung des Verbundbetriebes in der deutschen Stromversorgung. 10 Jahre 1948–1958. Deutsche Verbundgesellschaft, Heidelberg 1958.
- DVG (Hrsg.): Daten aus der Verbundwirtschaft der Bundesrepublik Deutschland. Deutsche Verbundgesellschaft, Heidelberg 1991.
- Artur Schnug, Lutz Fleischer (Verf.); DVG (Hrsg.): Bausteine für Stromeuropa. Eine Chronik des elektrischen Verbunds in Deutschland. 50 Jahre Deutsche Verbundgesellschaft. Deutsche Verbundgesellschaft, Heidelberg 1998.